# Sosúa
Koordinaten: 19° 45′ N, 70° 31′ W

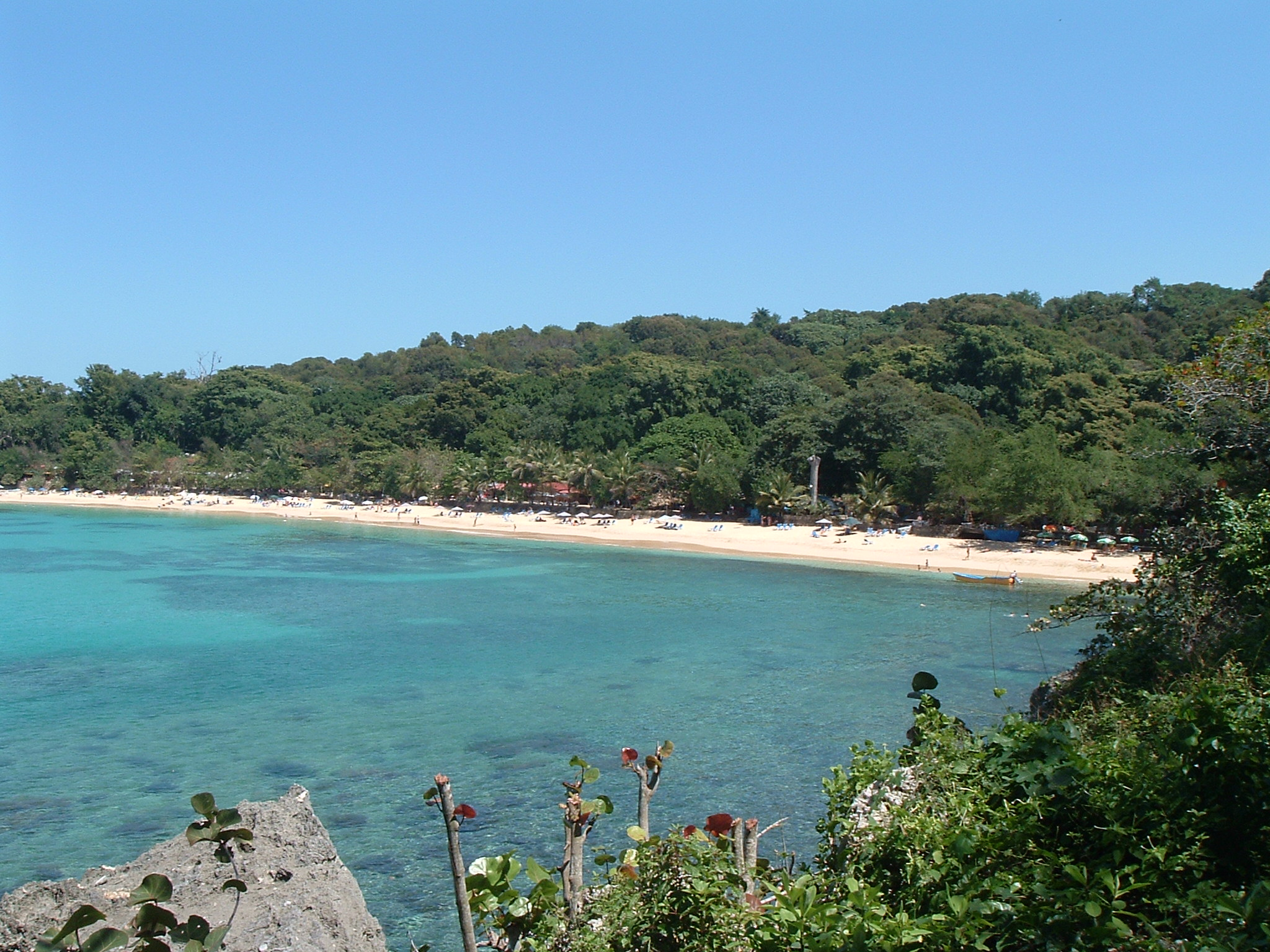
Strand von Sosúa

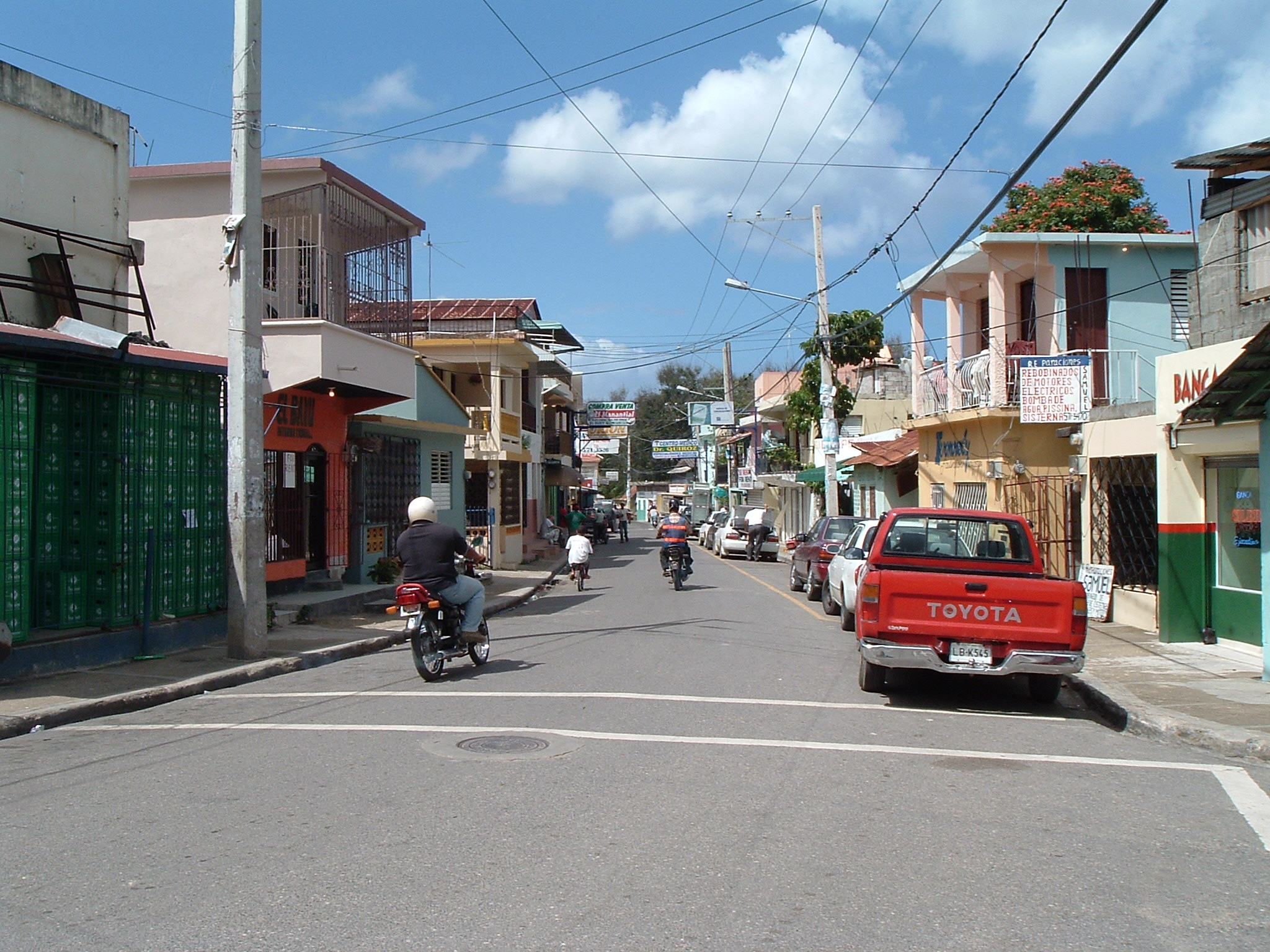
Los Charamicos

Sosúa ist eine Stadt mit rund 70 000 Einwohnern an der Nordküste der Dominikanischen Republik.

## Geografie
Die Stadt liegt in der Provinz Puerto Plata, etwa 10 Kilometer östlich des Flughafens von Puerto Plata. Sosúa hat einen großen und schönen Strand (Playa de Sosúa) und ist seit den 1990er Jahren Anziehungspunkt für Touristen aus Nordamerika und Europa.
Sosúa besteht aus drei Ortsteilen: El Batey (Touristenzentrum), Sosúa Abajo und Los Charamicos. In Sosúa sind zahlreiche Hotelanlagen und einige Tauchbasen zu finden. Ebenfalls finden sich hier geschlossene Wohnsiedlungen nordamerikanischer und europäischer Residenten, beispielsweise La Mulata, Seahorse Ranch, Casa Linda oder Perla Marina.

## Besiedlung
Nachdem der Diktator Rafael Trujillo im Oktober 1937 im „Petersilien-Massaker“ (Masacre del Perejil) etwa 25.000–27.000 schwarze Haitianer hatte ermorden lassen, war er bei den mit ihm verbündeten US-Amerikanern in Ungnade gefallen. Als Geste offerierte er 1938 bei der Konferenz von Évian, 100.000 verfolgte europäische Juden aufzunehmen, auch um eine rassische Aufhellung der Bevölkerung zu erzielen. Eine seiner Auflagen war, dass vor allem alleinstehende Männer aufgenommen werden sollten. Zur Vorbereitung der Ansiedlung wurde die Dominican Republic Settlement Association (DORSA) gegründet. Sie kaufte Trujillo von internationalen Spendengeldern 26.000 Morgen Land zum Preis von 100.000 Dollar ab (der für das abgelegene Land nur die Hälfte bezahlt hatte).
Von den zwei Schiffen, die die Flüchtlinge an die Nordküste bringen sollten, lief eines auf eine Mine auf und sank. Letztlich siedelten nur etwa 600–700 Juden in Sosúa, da eine der Auflagen war, dass das Land kolonialisiert und bestellt werden musste. Die meisten der Flüchtlinge waren aber Ärzte, Juristen, Ingenieure und Künstler, die landwirtschaftlich meist unerfahren waren. Einige der Einwanderer brachten Kenntnisse in Milch- und Fleischverarbeitung mit und legten so eine Grundlage für die noch heute bestehende Nahrungsmittelindustrie der Productos de Sosúa. Die Einwanderer lebten wie in einem Kibbuz zusammen, isolierten sich dadurch aber auch. Nur wenige heirateten Dominikanerinnen. Am Ende des Krieges ging ein Großteil in die USA. Teilweise tragen die Straßen in Sosúa heute die Namen deutscher Juden (zum Beispiel Calle Dr. Rosen).

## Castillo Mundo King
Der deutsche Aussteiger Rolf Schulz baute von 1990 bis zu seinem Tod im Januar 2018 an seiner Burg Castillo Mundo King, die oberhalb der Stadt gelegen ist. Dort findet man fantastische Architektur, Skulpturen in verschiedenen Größen und aus verschiedenen Materialien. Dieses Museum, durch welches der Schöpfer gerne selbst führte, ist eine Attraktion für die Strandurlauber aus Deutschland und aller Welt.